# 엠프레사스 폴라르

엠프레사스 폴라르(스페인어: Empresas Polar)는 베네수엘라의 기업이다.